# Rateb Al-Awadat
Rateb Al-Awadat (en árabe: راتب العوضات‎; Amán, Jordania, 13 de octubre de 1970-Jordania, 26 de marzo de 2021) fue un futbolista y entrenador de fútbol de Jordania que jugó en la posición de defensa.

## Carrera

### Club
Jugó toda su carrera profesional con el Al-Faisaly Amman de 1987 a 2006, con el que fue 10 veces campeón nacional, ganó 27 copas nacionales y dos torneos continentales.

### Selección nacional
Jugó para Jordania en 46 ocasiones de 1998 a 2008 y anotó un gol, el cual fue en la victoria por 6-0 ante China Taipéi el 3 de mayo de 2001 en Amán por la clasificación de AFC para la Copa Mundial de Fútbol de 2002. Participó en la Copa Asiática 2004.

### Entrenador
| Periodo   | Club                       |
| --------- | -------------------------- |
| 2008–2010 | Al-Faisaly Amman (juvenil) |
| 2011–2012 | Al-Faisaly Amman           |
| 2013      | Al-Fayha FC                |
| 2013–2015 | Al-Sheikh Hussein FC       |
| 2015–2021 | Al-Faisaly Amman           |

## Vida personal
Al-Awadat fue tratado por cáncer en el Centro Médico Hadassah en Israel en enero de 2001, y su hermano Khalid Al-Awadat Said en Facebook live dijo que su hermano debía viajar a Alemania para recibir el tratamiento debido a que en Israel no tenían como ayudarlo, por lo que solicitó regresar a Jordania, por negarse a negociar con la ocupación israelí."
Al-Awadat murió el 26 de marzo de 2021 a los 50 años.

## Logros

### Jugador
- Liga Premier de Jordania (10): 1988, 1989, 1990, 1992, 1993, 1999, 2000, 2001, 2002–03, 2003–04
- Copa de Jordania (12): 1987, 1989, 1992, 1993, 1994, 1995, 1998, 1999, 2001, 2002–03, 2003–04, 2004–05
- Copa FA Shield de Jordania (5): 1987, 1991, 1992, 1997, 2000
- Supercopa de Jordania (10): 1986, 1987, 1991, 1993, 1994, 1995, 1996, 2002, 2004, 2006
- Copa AFC (2): 2005, 2006

### Entrenador
- Liga Premier de Jordania (3): 2011-12, 2016-17, 2018-19
- Copa de Jordania (3): 2011-12, 2016-17, 2018-19
- Supercopa de Jordania (3): 2012, 2017, 2020